# نور آرتاگرس
نور آرتاگرس (به ارمنی: Նոր Արտագերս) یک روستا در ارمنستان است که در استان آرماویر واقع شده‌است. در کیلومتری شمال آرماویر، مرکز استان آرماویر واقع شده است.

## خصوصیات
نور آرتاگرس ۱٬۲۲۴ نفر جمعیت دارد و در ارتفاع متر بالاتر از سطح دریا قرار گرفته است.